# La dona del floc de cabells
La dona del floc de cabells és un quadre del 1903 pintat per Pablo Picasso a Barcelona i dipositat al Museu Picasso de Barcelona.

## Context històric i artístic
El gener del 1903, Picasso retorna a Barcelona i s'instal·la al taller que el seu amic Àngel Fernández de Soto té llogat al carrer Riera de Sant Joan, 17 (el mateix que ha compartit tres anys abans amb Carles Casagemas).
És molt possible que arribés a temps per a veure l'exposició col·lectiva de la Sala Parés, en la qual es mostren obres d'Isidre Nonell, el pintor català que millor va mostrar el món de la marginació, sobretot les gitanes dels barris perifèrics de la Barcelona de principis del segle xx.
De vegades, els personatges picassians, com la dona d'aquesta aquarel·la sobre paper de 50 × 37 cm, no representen una denúncia de la injústicia social que hi ha al món. Només donen una visió dels protagonistes dels estrats marginats, amb un sentit gairebé poètic.

## Descripció
Picasso treu la noia del seu hàbitat i la situa, com hom ha vist en altres figures, en un marc neutre. Un cop més, immergeix el personatge en el decorat buit de la misèria que tenyeix de blau. Es desprèn un efecte narcotitzant amb la ubiqüitat d'aquest color que impregna el fons i envaeix, també, el seu bust, i que pot enllaçar-se perfectament amb els retrats de gitanes que feia Nonell. La figura és siluetejada amb pastel negre, cosa que li dona més relleu. El rostre és impàvid, serè i conformista. Els ulls grossos i negres estan mancats de vivesa i la mirada, perduda a l'horitzó, reflecteix la indiferència del qui no té res i ja no li queda cap esperança.